# 弗丽德尔·伊比
弗丽德尔·伊比（德語：Friedl Iby，1905年4月6日—1960年4月18日），德国女子竞技体操运动员。她曾代表德国参加1936年夏季奥林匹克运动会体操比赛，获得女子团体全能金牌。